# Eupithecia digitaliaria
Eupithecia digitaliaria là một loài bướm đêm trong họ Geometridae.